# ガラス産業連合会
ガラス産業連合会（ガラスさんぎょうれんごうかい、英文名称GLASS INDUSTRY CONFERENCE OF JAPAN）は、ガラス関連の業界団体により組織された団体。略称GIC。2000年にガラス産業協議会として5団体により設立され、現在は6団体が加盟している。

## 概要
- 本部所在地 - 〒105-0004 東京都港区新橋2-12-15
- 会長 - 森哲次（電気硝子工業会会長）
- 設立 - 2000年（平成12年）3月15日（設立時の名称は「ガラス産業協議会」）
- 会員
  - 板硝子協会
  - 硝子繊維協会
  - 電気硝子工業会
  - 社団法人日本硝子製品工業会
  - 日本ガラスびん協会
  - 社団法人ニューガラスフォーラム
- 活動内容 - ガラス産業全体に関する諸問題への対応、所管官庁への提言など。